# Pyrianoreina piranga
Pyrianoreina piranga är en skalbaggsart som beskrevs av Martins och Maria Helena M. Galileo 2008. Pyrianoreina piranga ingår i släktet Pyrianoreina och familjen långhorningar. Inga underarter finns listade i Catalogue of Life.